# Non Leading

Symbol der Betriebsart Non Leading im DMI

Non Leading (Abkürzung NL, Deutsch teils nichtführendes Fahrzeug oder gezogenes Fahrzeug) ist im europäischen Zugbeeinflussungssystem ETCS eine Betriebsart für nicht führende Triebfahrzeuge, die nicht elektrisch mit dem führenden Fahrzeug verbunden sind. Ein in NL fahrendes Fahrzeug ist zwar mit einem Triebfahrzeugführer besetzt, befindet sich jedoch nicht an der Spitze eines Zuges und führt daher den Zug nicht. Dieser Betriebszustand wird auf Zuglokomotiven hinter einer Vorspannlokomotive oder auf Schiebe- und Schlusslokomotiven genutzt.
Der Mode ist in allen ETCS-Leveln (Level 0, 1, 2, 3 und STM) nutzbar. Er wird nicht für nicht führende, antreibende Fahrzeuge verwendet, die durch das führende Triebfahrzeug ferngesteuert werden. Diverse Anzeigen sind in diesem Mode enthalten, gleichwohl diesem Mode nahezu keine Überwachungsfunktion zukommt.

## Geschichte
Nach 2.3.0 der Systemanforderungsspezifikation (SRS) wird die Betriebsart durch den Triebfahrzeugführer ausgewählt. In Version 3.0.0 wird er durch in der Spezifikation definiertes, elektrisches Signal ausgelöst. Unter anderem wird das „Sleeping“-Signal (Fahrzeug befindet sich in Doppeltraktion, ist geführt und führendes Fahrzeug ist aufgerüstet) verwertet.

## Sonstiges
Bei der Sicherheitserprobung der ETCS-Ausrüstung der Wuppertaler Schwebebahn wurde zunächst ein fünfwöchiger Schattenbetrieb in der Betriebsart NL durchgeführt. Dabei fuhren die Züge fünf Wochen lang im planmäßigen Fahrgastbetrieb im Schutz des alten Zugbeeinflussungssystems, jedoch mit eingeschalteten ETCS-Fahrzeuggeräten. Aufbauend auf eine Auswertung der dabei gesammelten Daten erfolgte im Anschluss die Erprobung in Vollüberwachung (FS).
Bei der Nachrüstung von Nebenfahrzeugen für den Digitalen Knoten Stuttgart wird erwogen, auf NL zu verzichten, um die Fahrzeugausrüstung zu vereinfachen. Dabei könnte auf eine mechanische Absperrung und Überwachung des Bremsventils verzichtet werden, der in NL bei einem Bremszugriff durch das führende Fahrzeug erforderlich wäre. Ebenfalls würden Herausforderungen bei der Synchronisation der Traktion zwischen führendem und geführtem Fahrzeug entfallen.
Bei Testfahrten mit Railjet 1. Generation im Gotthard-Basistunnel fuhren die zu testenden Lokomotiven der Baureihe 1116 in NL, nach einer führenden Lokomotive Re 460 gereiht. Vor Einfahrt in den Tunnel war jeweils eine „Traction-cut-off“-Prüfung zu absolvieren, bei der die 1116 25 Prozent Zugkraft aufschaltete, während die führende Lokomotive per Führerbremsventil bremste, woraufhin die 1116 die Zugkraft sofort abbauen musste.